# Palaeothea devonica
Palaeothea devonica ist eine ausgestorbene Asselspinne, die mit einem Exemplar im Bundenbacher Hunsrückschiefer nachgewiesen wurde. Sie war sehr klein, kaum centgroß.
Bergström, Stürmer und Winter entdeckten das Fossil im Rahmen ihrer Röntgenuntersuchungen 1980. Es ist deshalb bemerkenswert, da es modernen Pantopoden so sehr ähnelt, dass es sogar in ebendiese (moderne) Ordnung eingereiht werden konnte.
Somit ist nachgewiesen, dass Asselspinnen mit dem typischen rezenten Habitus schon im Devon vor 400 Mio. Jahren existierten.